# Меховице-Мале
Мехови́це-Ма́ле (пол.  Miechowice Małe) — село в Польше, находящееся в гмине Ветшиховице Тарнувского повета Малопольского воеводства.

## География
Село располагается в 9 км от административного центра гмины Ветшиховице, 23 км от города Тарнув и 60 км от города Кракова.

## История
С 1975 по 1998 года село входило в Тарнувское воеводство.

## Достопримечательности
- Воинское кладбище № 254 времён Первой мировой войны.